# Psychotria dolichosepala
Psychotria dolichosepala är en måreväxtart som beskrevs av Elmer Drew Merrill och Lily May Perry. Psychotria dolichosepala ingår i släktet Psychotria och familjen måreväxter. Inga underarter finns listade i Catalogue of Life.